# Tavanasa
Tavanasa (toponimo romancio) è una frazione del comune svizzero di Brigels, nella regione Surselva (Canton Grigioni).

## Infrastrutture e trasporti
Tavanasa è servita dalla stazione di Tavanasa-Breil/Brigels della Ferrovia Retica (linea Reichenau-Disentis).